# Gerard Brom (Nijmegen)
Gerard Bartel Brom (Utrecht, 17 april 1882 - Wijchen, 30 november 1959) was een Nederlands letterkundige en hoogleraar aan de Katholieke Universiteit Nijmegen.
Brom was genoemd naar zijn vader, die in 1856 in Utrecht de oprichter was van de Edelsmidse Brom, die zich toelegde op het vervaardigen van edel- en siersmeedkunst voor de Rooms-Katholieke Kerk. Zijn vader overleed nog in het jaar van zijn geboorte, waarna de Edelsmidse werd overgenomen door zijn oudere broer Jan Hendrik. De jeugd van Brom speelde zich af in de sfeer van katholiek optimisme die het gevolg was geweest van het herstel van de bisschoppelijke hiërarchie. In die sfeer van hervonden zelfbewustzijn, maakte hij de bloei mee van het bedrijf van zijn tweeëntwintig jaar oudere broer, die met de explosie van - overwegend neogotische - katholieke kerkbouw, zijn bedrijf zag floreren.
Brom zelf volgde de cursus humaniora (kleinseminarie) aan het Bisschoppelijk College in Roermond. Hij schreef zich hierna in aan de Rijksuniversiteit Utrecht, waar hij aanvankelijk geneeskunde studeerde, doch al spoedig omzwaaide naar de Letteren. In 1907 promoveerde hij - cum laude - in de Faculteit der Letteren op het proefschrift Vondels bekering. In 1935 zou hij dit boek verder uitwerken en voor een breder publiek toegankelijk maken onder de titel Vondels Geloof. Vervolgens was Brom werkzaam als leraar in Maastricht en Haarlem. Tussen 1911 en 1913 maakte hij een studiereis naar Italië, waar zijn broer, de priester en historicus Gisbert Brom, archiefonderzoek deed. Na terugkeer in Nederland werd hij leraar te Apeldoorn. In de jaren die volgden deed hij zich niet zozeer kennen als publicist, als wel als organisator van en spreker op katholieke bijeenkomsten. Hij was actief in de drankbestrijding en in de vernieuwing van het katholieke leven. In 1916 richtte hij het tijdschrift De Beiaard op, dat tien jaargangen zou beleven en dat zich ten doel stelden katholieken op zelfbewuste wijze in contact te brengen met andersdenkenden en alle uitingen van de moderne kunst.

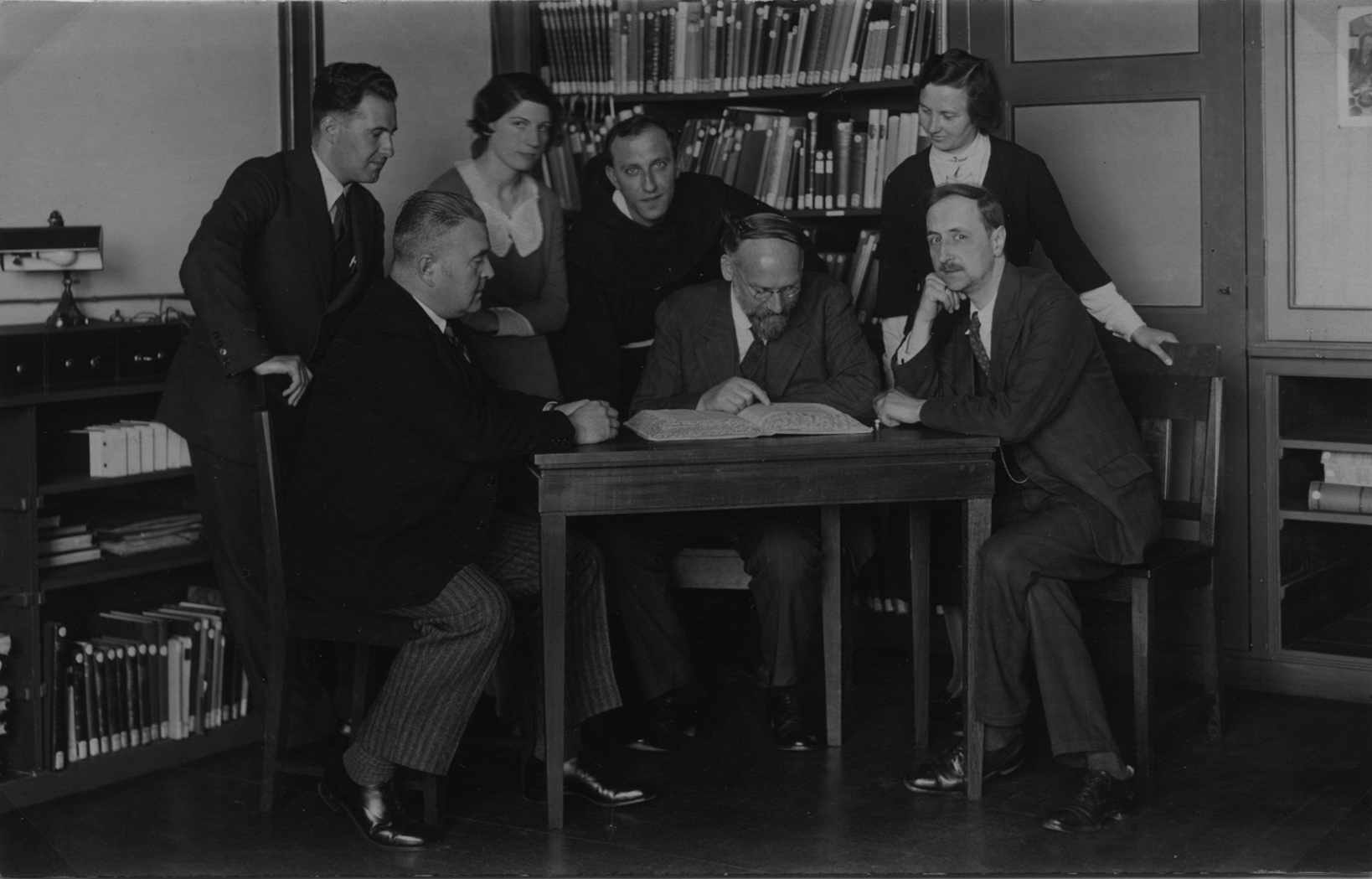
Brom in 1924 met zijn eerste leerlingen

In 1923 werd Brom benoemd tot hoogleraar aan de net gestichte Katholieke Universiteit. Zijn leeropdracht behelsde de schoonheidsleer en kunstgeschiedenis. Drieëntwintig jaar doceerde hij deze vakken, tot hij in 1946, als opvolger van de het jaar daarvoor overleden Jac. van Ginneken, de overstap maakte naar de leerstoel Nederlandse Letterkunde. Brom schreef een aantal biografieën over katholieke voorlieden als Cornelis Broere, Alberdingk Thijm, Herman Schaepman en Alfons Ariëns.
Brom was de echtgenoot van Willemien Brom-Struick, een deskundige op het gebied van de historische dans.
In 2015 verscheen een biografie van Brom door de historicus Paul Luykx.